# جیو پلتفرمز
جیو پلتفرمز (انگلیسی: Jio Platforms) شرکت رسانه‌ای هندی است، که در سال ۲۰۱۹ توسط موکش امبانی تأسیس شد.